# Meholmen
Meholmen (norwegisch für Mittelinsel) ist eine Insel vor der Prinz-Harald-Küste des ostantarktischen Königin-Maud-Lands. Sie liegt inmitten der Inselgruppe Flatvær zwischen der Ongul-Insel und der Insel Utholmen auf der Ostseite der Einfahrt zur Lützow-Holm-Bucht.
Norwegische Kartografen kartierten sie 1946 anhand von Luftaufnahmen, die bei der Lars-Christensen-Expedition 1936/37 entstanden. Ihre Benennung erfolgte in Anlehnung an ihre geografische Position.